# 応急手当普及員
応急手当普及員（おうきゅうてあてふきゅういん）は、日本で消防機関による応急処置技能の普及を支援し救命講習を教授する人員またはその資格。普及員への認定は、総務省消防庁が定める要綱に基づき、消防本部の消防長により行なわれることから、資格としての位置付けは公的資格である。

## 概要
一般に救命講習は医師や救急隊員が指導するが、消防職員は本来業務（消防・救急など）に従事する必要があるため、救命講習の普及に十分な時間・回数を費やすことが容易ではない。10万都市の消防本部であれば月に1～2回の開講が限界であり、常時開催となれば防災協会など専門の機関を設置し専従の講師を置く必要が生じる。通報から救急車の現場到着時間は年々長くなる傾向にあり、心肺停止の場合は救急車到着まで何ら処置を施さなければ蘇生の可能性がほとんどなくなるため、救命手当の普及は救急分野において最重要課題とされている。そこで、一般の人に対して救命法を指導するために必要な技能と知識を有する者として設置された資格が「応急手当普及員」である。
消防団員として受講した場合、証明書とともに徽章を交付される。
全国的にこの普及員の養成はあまり進んでおらず、消防本部に問い合わせても上級救命講習同様「開講の予定なし」と回答がある事が多い。これは怠慢ではなく、普通講習修了者を増やす事が現在の課題である。

## 資格の取得、更新
応急手当普及員は、消防機関が主催する24時間の応急手当普及員講習 Iで、基礎医学や指導技法などの座学、指導要領や模擬講習などの実技過程を修了し、かつ筆記と指導実技の効果測定で合格した者から、消防機関の消防長により認定された者がなることができる。なお、救急救命士、救急隊員、救急隊員資格のある消防吏員は、4時間の応急手当普及員講習IIの受講でよい。
応急手当普及員講習は、基本的には居住地または在勤在学地のいずれかの消防本部で受講できる。どちらの消防本部にも講習がない場合は近隣の消防本部で受講することもできる。一部では地元住民にしか受講・更新を認めていない消防本部もあるので注意を要する。
応急手当普及員認定者には認定証が交付される。有効期限は3年間である。ただし、応急手当普及員再講習を受講することで更に3年間有効となるが、再講習を全課程受講しない場合や受講しても認定されない場合は失効となる。講習内容を修了するだけの救命講習と異なり、継続的な更新と認定が必須な資格である。再講習では、講習内容の原典となる日本蘇生協議会が策定したJRC蘇生ガイドラインの改訂やそれに伴う各種手技の変更など、最新の知識を習得することが中心である。
消防団員として認定された場合、証明書とともに応急手当普及員章（徽章）を交付される。
なお、転居や転属などで認定を受けた消防機関を離れても、移転先の消防機関で再講習を受講できる。その際の認定は再講習を受講した消防機関の消防長が行う。

## 普及員に対する講師の委嘱
応急手当普及員たる者は管轄地域の消防長より委嘱を受けることによって、普通救命講習のみの講師となることができる。実際的な運用は委嘱元の消防本部が定めるところによる。

## 普及員による救命講習内容
主に事業所従業員、自治会や自主防災組織等の構成員に対し、普通救命講習のみ講師を務める事が出来る。講師を務める事が出来るのは認定を受けた各消防本部の管轄内となるケースがあり、認定を受けた消防本部の管轄外で講師を務める事がある場合、講師を務める地域の消防本部に確認を要する。
応急手当普及員が指導する救命講習を受講した人も、消防本部による講習の受講者と全く同じ修了証が交付される（発行者は管轄地域の消防長）。受講申請や修了証発行手続きとの関係で受講者の氏名と生年月日、開講場所などを予め届けておく必要があるので、消防本部は誰が受講したかを把握している。
受講者には救命講習受講記念バッジ、普通I II III 救命講習(緑)、上級救命講習(紫)、応急手当普及員(オレンジ)の3種類が販売されている地域もある。

## 類似の民間資格
本資格に類似する、民間団体による救急法指導員資格には以下のものがある（消防本部による救命講習での、指導や修了証交付はできない）。
- 日本赤十字社の「赤十字救急法指導員」
- アメリカ心臓協会(AHA)の「ハートセイバー・インストラクター」
- メディック・ファーストエイド(MFA)の「ベーシックプラス」

## 上位資格
応急手当普及員の上位資格として、全ての種類の救命講習を指導できる応急手当指導員がある。